# Playing My Game
Playing My Game er debutalbummet fra den norske musiker Lene Marlin. Det blev udgivet den 27. april 1999 på Virgin Records. Det indeholder Marlins to største hits "Sitting Down Here" og "Unforgivable Sinner", og albummet nåede hitlisterne i flere lande i Europa.

## Spor
1. "Sitting Down Here" – 3:55
2. "Playing My Game" – 5:34
3. "Unforgivable Sinner" – 4:00
4. "Flown Away" – 4:08
5. "The Way We Are" – 4:00
6. "So I See" – 4:49
7. "Maybe I'll Go" – 4:37
8. "Where I'm Headed" – 4:11
9. "One Year Ago" – 4:27
10. "A Place Nearby" – 4:10

## Hitlisteplaceringer
| Hitliste                 | Højeste placering |
| ------------------------ | ----------------- |
| Dutch Albums Chart       | 65                |
| French Albums Chart      | 10                |
| German Albums Chart      | 76                |
| Italian Albums Chart     | 9                 |
| Norwegian Albums Chart   | 1                 |
| New Zealand Albums Chart | 8                 |
| Swedish Albums Chart     | 8                 |
| Spanish Albums Chart     | 43                |
| Swiss Albums Chart       | 45                |
| UK Albums Chart          | 18                |